# Deutscher Volksverband in Polen

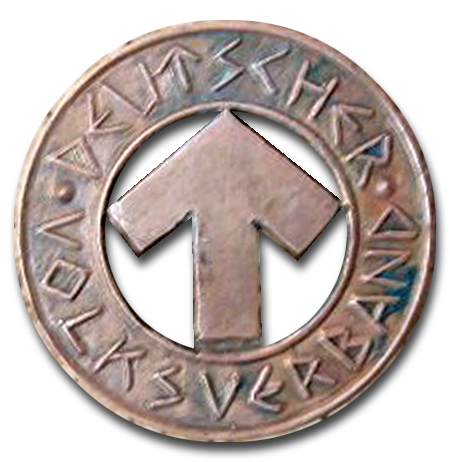
Emblem des Deutschen Volksverbandes in Polen (mit Runenschrift ab Mai 1938)

Der Deutsche Volksverband in Polen (DVV) war von 1924 bis 1939 ein Verband der deutschen Minderheit in Polen mit Sitz in Lodz. Die Vereinigung ging aus dem von 1916 bis 1919 bestehenden Deutschen Verein für Lodz und Umgebung sowie dem nachfolgend gegründeten Bund der Deutschen Polens (1921–1924) hervor. Anders als der Name es impliziert, ist der Deutsche Volksverband in Polen keine Gesamtorganisation der in Polen lebenden Deutschen gewesen. Seine Aktivitäten beschränkten sich auf Mittelpolen beziehungsweise bis zum Jahr 1934 nahezu ausschließlich auf den Raum Lodz.
Politisch wird der Verband überwiegend als Sammelbecken der bürgerlichen Mitte dem konservativen Spektrum zugeordnet, der wie alle deutschen Minderheitenorganisationen ab dem Jahr 1933 ins Fahrwasser der nationalsozialistischen Volkstumspolitik geriet. In der polnischen Historiografie ist der Verband teilweise als rechtsextreme politische Partei mit Verbindung zur Volksdeutschen Mittelstelle dargestellt, die ab Mai 1938 die Schaffung eines einheitlichen Bundes der Deutschen in Polen anstrebte. Eine derartige Gründung und organisatorische Gleichschaltung kam jedoch aufgrund der zerstrittenen deutschen Minderheit nie zustande und ist nicht mit der Konstitution des Deutschen Volksverbands in Polen zu verwechseln.
Daneben existierte in Zwischenkriegspolen eine Vielzahl ethnischer Minderheitsorganisationen, welche die Interessen der deutschen Volksgruppe regional und unabhängig voneinander vertraten. Zu den mitgliederstärksten Verbänden und Parteien zählten neben dem Deutschen Volksverband unter anderem der Deutsche Volksbund (Schlesien), die Deutsche Vereinigung (Westpolen), die Deutsche Partei-Vereinigung des deutschen Volkstums in Polen, die Deutsche Partei (Polen) oder die Jungdeutsche Partei in Polen.

## Hintergrund

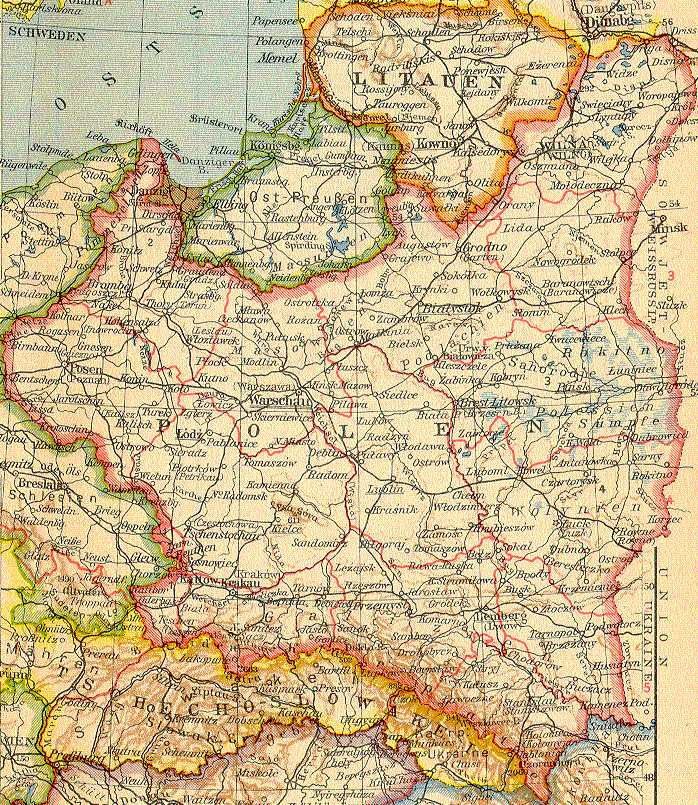
Polen in den Grenzen von 1920 bis 1939

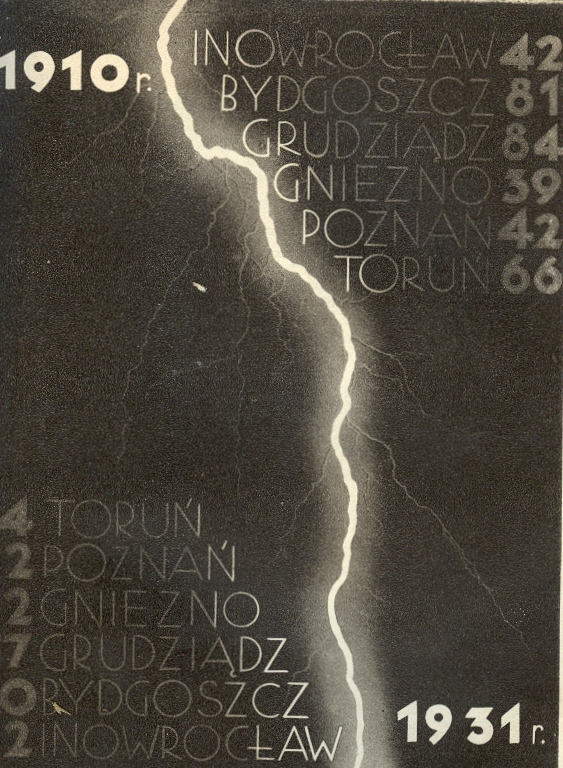
Polnisches Propagandaplakat aus dem Jahr 1931 über die erfolgreiche „Entgermanisierung“ (Zahlen zeigen in den Städten den prozentualen Anteil der deutschen Minderheit gegenüber dem Jahr 1910)

Als Ergebnis des Ersten Weltkriegs fand sich ein Großteil der Bevölkerung Europas, ohne den Heimatort verlassen zu haben, in einem anderen Land wieder. Für etwa 80 Millionen Menschen änderten die neuen Grenzziehungen die Staatsbürgerschaft. Es entstanden eine Reihe neuer Staaten, die mit aller Macht ihren nationalen Charakter durchzusetzen versuchten, dabei aber oft nur über eine sehr schwache nationale und sprachliche Homogenität verfügten.
So war auch die am 11. November 1918 begründete Zweite Polnische Republik mit einem Bevölkerungsanteil von 45 % „Nichtpolen“ kein Nationalstaat, sondern ein von der polnischen Nation dominierter Vielvölkerstaat. Trotz der Unterzeichnung eines Minderheitenschutzvertrags zwischen den Alliierten und Assoziierten Hauptmächten und Polen schränkte die polnische Regierung die Rechte der vielen Minderheiten, vor allem der Ukrainer, Juden und Deutschen, massiv ein. Offen formulierte Ministerpräsident Władysław Sikorski im Jahr 1923 das Ziel der „Entgermanisierung“ in Polen.
Sogenannte Polonisierungskampagnen setzten auf die Verdrängung der ethnischen Minderheiten aus der Wirtschaft bei gleichzeitiger Hervorhebung der Werte polnischer Arbeit in Industrie, Handel und Wirtschaft. Die Folgen bestanden in der Diskriminierung von „Nichtpolen“ und in partieller Zwangsmigration. Da die polnische Regierung glaubte, die westlichen Gebiete nur durch Polonisierung langfristig sichern zu können, und umgekehrt keine deutsche Regierung der Weimarer Republik die neue Ostgrenze anerkannte, waren deutsch-polnische Spannungen vorprogrammiert. In der Folge überhöhte die deutsche wie die polnische Propaganda die Bedeutung und Rolle der Polendeutschen ins Gigantische.
Die schwierige politische Lage der deutschen Minderheit in Zwischenkriegspolen verursachte, bedingt durch den Verlust der früheren Vormachtstellung und die Angst vor der feindlichen Minderheitenpolitik der polnischen Regierung, einen Massenexodus der deutschen Bevölkerung nach Deutschland, bei dem allein schon bis zur Mitte der 1920er Jahre etwa eine Million Deutsche die Westgebiete Polens verließen. Um diesen Strom der aus Polen fliehenden deutschen Bevölkerung zu stoppen, verfolgte die deutsche Politik bereits unter Gustav Stresemann das Ziel, die deutschen Minderheiten vom Verbleib in Polen zu überzeugen, aber auch um sie als Hebel für künftige Grenzrevisionen benutzen zu können.
Vor diesem Hintergrund entstanden Anfang der 1920er Jahre in Polen auf Initiative des deutschen Auswärtigen Amtes eine Reihe deutscher Organisationen und Unternehmen, darunter Verbände, Vereine, Genossenschaftsbanken, Druckereien und Verlage, welche die verbliebene deutsche Bevölkerung unterstützten. Hierbei ist jedoch zu beachten, dass die deutsche Minderheit in Polen aufgrund konfessioneller, politischer sowie historisch bedingter Differenzen und Kontroversen bis zum Ende der 1930er Jahre gespalten war. Bis zum deutschen Überfall auf Polen existierte eine Vielzahl von deutschen Minderheitsorganisationen, die insbesondere in der Weimarer Zeit je nach politischer Richtung der jeweiligen Reichsregierung unterschiedliche oder auch gar keine Subventionen erhielten.
So waren beispielsweise die ehemaligen preußischen Provinzen Posen und Pommerellen überwiegend evangelisch geprägt und vor dem Ersten Weltkrieg Hochburgen der Deutschkonservativen Partei, deren Mitglieder nach 1918 der Deutschnationalen Volkspartei nahestanden. Dagegen dominierte in Oberschlesien vor und nach dem Ersten Weltkrieg die katholische Zentrumspartei. In Mittelpolen, dem ehemaligen Kongresspolen, spielte die Deutsche Sozialistische Arbeitspartei Polens eine große Rolle, die Unterstützung von der SPD und der Sozialistischen Internationale erhielt. Währenddessen verhielt sich die deutsche Minderheit in Wolhynien sowie in Galizien apolitisch und gründete eher kulturelle oder wirtschaftliche Organisationen.
Als führende Interessenvertretung der deutschen Minderheit in Polen bildeten sich Mitte der 1920er Jahr drei Verbände heraus: der Deutsche Volksbund für Polnisch-Schlesien (VB), die Deutsche Vereinigung für Posen und Pommerellen (DV) und der Deutsche Volksverband in Polen (DVV) mit Sitz in Lodz. Einen Zusammenschluss konnte die polnische Regierung bis September 1939 gezielt und erfolgreich verhindern. Abgesehen von einer Ausnahme, wurden alle deutschen Organisationen vom polnischen Staat nur geduldet, aber nie als gleichberechtigte Verhandlungspartner akzeptiert. Lediglich der Deutsche Volksbund für Polnisch-Schlesien besaß bei den polnischen Behörden den Status einer offiziell anerkannten Vertretung der deutschen Minderheit, geschützt durch das Genfer Abkommen über Oberschlesien.
Speziell der mittelpolnische DVV entwickelte im Gegensatz zum oberschlesischen, aber auch zum westpolnischen Verband nie einen komplexen Verwaltungsapparat. Einerseits hatten die polnischen Behörden explizit dem DVV eine Selbstverwaltung untersagt. Anderseits wurde der Deutsche Volksverband in Mittelpolen nicht in der gleichen Weise vom Auswärtigen Amt gefördert wie die deutsche Minderheit in Gebieten, die ehemals zum Deutschen Reich gehörten. Das heißt, anders als von einigen polnischen Historikern dargestellt, erhielt der DVV anfangs gar keine und sehr viel später nur teilweise finanzielle und politische Hilfestellungen vom Auswärtigen Amt.
Obwohl zweifellos viele „Volksdeutsche“ ab Mitte der 1930er Jahre mit dem NS-Regime in Deutschland sympathisierten, wird in der Geschichtsforschung bezweifelt, dass sie die Ziele und Programmatik der rassistischen „Lebensraum-im-Osten-Politik“ tatsächlich kannten. Vielmehr sei die deutsche Volksgruppe in Polen als unterdrückte ethnische Minderheit ein leichtes Opfer der völkischen Propaganda gewesen, die ihre nach dem Ersten Weltkrieg verlorenen Privilegien zurückgewinnen und wieder in gesicherten Verhältnissen leben wollte. Des Weiteren müsse bei jeder Beurteilung über diese Zeit berücksichtigt werden, dass nicht nur in Deutschland, sondern auch in der Zweiten Polnischen Republik ein autoritäres nationalistisches Regime herrschte. Laut dem deutschen Historiker Wolfgang Benz sind in dieser Zeit „faschistische Elemente der polnischen Diktatur“ unverkennbar.

## Entstehung
Die Geschichte der Deutschen im Raum Łódź beginnt Ende des 18. Jahrhunderts. Polnischen Historikern zufolge war in Lodz insbesondere für die Zeit zwischen 1900 und 1918 charakteristisch, dass es keine Konflikte zwischen Polen und Deutschen gab. Seitens der in Mittelpolen lebenden Deutschen bestand vor dem Ersten Weltkrieg keine politische Partei oder Organisation. Erst im Jahr 1916 gründete der Kaufmann und Generalvertreter der BASF in Russisch-Polen Adolf Eichler einen Deutschen Verein für Lodz und Umgebung. Der Verein hatte das Ziel, die Schul- und Allgemeinbildung zu fördern und fand bei der deutschen Bevölkerung in Lodz und Umgebung zunehmend Zuspruch.
Die Gründung rief bei der Leitung der Zivilverwaltung in Warschau zunächst Bestürzung hervor. Von den Mittelmächten wurde zu dieser Zeit versucht, die Existenz eines polnischen Staates in ein positives Licht zu setzen und alles vermieden, was „in Polen Unruhe und Unzufriedenheit“ oder polnischen Widerstand gegen Deutschland hervorrufen könnte. Letztlich unterstützte die Zivilverwaltung den Verein, unter anderem mit unbürokratischen Baugenehmigungen für Schulgebäude. Vorsitzender des Deutschen Vereins für Lodz und Umgebung war der Gymnasialdirektor Hugo von Eltz. Bis Ende 1918 besaß der Verein ungefähr 230 Ortsgruppen mit rund 30.000 Mitgliedern. Nach Gründung der Zweiten Republik, löste das polnische Innenministerium den Verein nach einer Reihe von Hausdurchsuchungen im April 1919 auf.
Am 8. Mai 1921 wurde der Deutschtumsbund zur Wahrung der Minderheitenrechte (DB) gegründet. Der Hauptsitz befand sich anfangs in Lodz, später in Bromberg. Ziel der Organisation war es, die Minderheitenrechte der Deutschen in Polen zu stärken und ihre politischen, wirtschaftlichen und kulturellen Aktivitäten zu schützen. Der DB stand in engem Kontakt zur Berliner Regierung und bekam von ihr finanzielle Unterstützung. Allerdings waren die Aktivitäten nahezu ausschließlich auf die ehemaligen preußischen Teilungsgebiete begrenzt.
Da der DB im zentralen und östlichen Polen keine Tätigkeiten von Bedeutung entfaltete, erfolgte im September 1921 in Lodz die Gründung des Bundes der Deutschen Polens (BDP). Der BDP hatte die Vereinigung aller Deutschen in Polen sowie den Kampf um politische und kulturelle Freiheiten für die deutsche Minderheit zum Ziel. Die Führung oblag Eduard von Behrens, dem Herausgeber der Lodzer Freien Presse. Parallel zu seinen Aktivitäten im Raum Lodz, versuchte der BDP seinen Wirkungskreis auf Galizien, das Teschener Schlesien und Wolhynien auszuweiten, was die polnische Regierung jedoch durch verschiedene Verbote verhinderte.
Eine bedeutende Rolle bei der Gründung des Bundes der Deutschen Polens spielte der Lodzer Unternehmer und Stadtverordnete Josef Spickermann. Er trat öffentlich für Loyalität gegenüber dem polnischen Staat ein, als deren Voraussetzung er allerdings ansah, dass alle ethnischen Minderheiten ihre eigene Sprache und Kultur pflegen können. Spickermann vertrat die Vorstellung, dass der polnische Staat auf dem Prinzip der Gleichberechtigung und freien kulturellen Entwicklung aller in Polen lebenden Nationalitäten aufgebaut sein sollte.
Auf Beschluss des Politischen Ausschusses des Ministerrates lösten die polnischen Behörden am 23. August 1923 den Deutschtumsbund zur Wahrung der Minderheitenrechte auf, dem sie Spionage und eine gegen den polnischen Staat gerichtete Politik vorwarfen. Damit war dem deutschen Bevölkerungsteil nicht nur eine politische Partei genommen, sondern auch die zentrale Organisation, die sämtliche Aktivitäten der deutschen Minderheit hätte koordinieren können.
Im Herbst 1923 setzte landesweit eine Serie von Strafprozessen gegen Vertreter der deutschen Minderheit ein. Hierfür hatte der polnische Ministerrat bereits im Juli 1923 den Beschluss gefasst, dass „jeder Versuch einer Agitation gegen die Staatsautorität oder das Staatsinteresse strengsten bestraft“ wird. Was das genau hieß, ging aus dem Erlass nicht hervor. Faktisch wurde damit jegliche Opposition ausgeschaltet. Selbst gegenüber den Sejmabgeordneten galt dieser Beschluss als Warnung, die mit Aufhebung ihrer Immunität rechnen mussten.
Im Zuge der Prozesswelle wurden auch Ermittlungen gegen führende Mitglieder des Bundes der Deutschen Polens eingeleitet, den die polnischen Behörden nie anerkannt hatten. Daraufhin setzte sich der Vorsitzende des BDP, Eduard von Behrens, zunächst von Lodz nach Bromberg ab und ging später kurzweilig nach Deutschland. Ende Dezember 1923 musste der Bund der Deutschen Polens seine Tätigkeit einstellen.
Nach der Auflösung des Bundes der Deutschen Polens erfolgte an seiner Stelle am 1. Juni 1924 in Lodz die Gründung des Deutschen Volksverbands in Polen (DVV) in Rechtsform einer Partei. Die Gründung einer Partei war deutlich einfacher als die eines Vereines, bedurfte keiner Genehmigung durch die Behörden und ließ eine Tätigkeit in ganz Polen zu. Neben den deutschen, wählten auch andere Minderheitenverbände, beispielsweise jüdische und ukrainische, diese Rechtsform. Grundsätzlich handelte es sich jedoch bei den deutschen politischen Verbänden in Polen nur zum Teil um Parteien im klassischen Sinne. Die deutsche Minderheit war zu klein und in ökonomisch-sozialer wie auch konfessioneller Hinsicht zu homogen, um überhaupt ein Parteienspektrum hervorbringen zu können.
Insofern ist der DVV eher als Dachorganisation zu betrachten, der verschiedene Parteien, Vereine, Genossenschaften und Verkaufsorganisationen angehörten. Die Ziele des DVV waren die Verteidigung und Förderung der politischen sowie wirtschaftlichen Interessen der deutschen Minderheit. Der Wirkungskreis erstreckte sich zunächst ausschließlich auf Mittelpolen, später auch auf Wolhynien sowie wenige Gebiete Galiziens. Führende Gründungsmitglieder waren August Utta und Josef Spickermann sowie Julian Will und Eduard von Behrens. Zum Ersten Vorsitzenden des DVV wurde August Utta gewählt, der das Amt von 1924 bis 1938 innehielt. Anschließend übernahm bis zur Auflösung des Verbandes Ludwig Wolff die Führung.
Die polnische Regierung genehmigte die Gründung des Volksverbandes und verfügte auch später zu keinem Zeitpunkt eine Auflösung, um nicht ähnliche Schritte gegen polnische Organisationen in Deutschland hervorzurufen. Tatsächlich verfügte auch die polnische Minderheit in Deutschland über ein dichtes Netz von Organisationen, die von Warschauer Regierungsstellen finanzielle und politische Unterstützung erhielten. Die materielle Absicherung der polnischen Verbände in Deutschland betrieb die „Banki Ludowie“ (polnische „Volksbank“). Offizielles Organ der Polen in Deutschland war die Monatsschrift Polak w Niemczech („Der Pole in Deutschland“) mit Beilagen für Schulkinder und Jugendliche, herausgegeben von Edmund Jan Osmańczyk.

## Politische Aktivitäten
Politisch wird der Deutsche Volksverband in Polen sowohl in der deutschen wie auch in der polnischen Geschichtswissenschaft als Sammelbecken der bürgerlichen Mitte dem konservativen Spektrum zugeordnet, der wie alle deutschen Minderheitenorganisationen ab dem Jahr 1933 ins Fahrwasser der nationalsozialistischen Volkstumspolitik geriet. Eine rechtsextreme Partei, wie insbesondere in einigen englischsprachigen Nachschlagewerken angegeben, war der DVV jedoch zu keinem Zeitpunkt. Der Verband verfolgte keine rassistischen Ziele und hatte kein autoritäres, antipluralistisches oder antidemokratisches Gesellschaftsverständnis. Ebenso hatte die deutsche Minderheit in Mittelpolen keine revisionistische oder „Heim-ins-Reich-Interessen“, allein schon deshalb nicht, weil das ehemalige Kongresspolen, anders als Westpolen und Oberschlesien, niemals zu Deutschland gehörte.
Der Deutsche Volksverband in Polen bekannte sich ausdrücklich zu den internationalen Minderheitenorganisationen und war von 1925 bis 1938 Mitglied beim Europäischen Nationalitätenkongress (ENK), vertreten durch August Utta. Die Vertreter des ENK gingen davon aus, dass eine Lösung der nationalen Fragen auf dem Wege des Irredentismus nie möglich sein werde und daher ein Ausgleich zwischen Nationen und Staaten auf der Basis gegenseitiger Anerkennung gefunden werden müsse.
Besondere Schwerpunkte der Verbandsarbeit des DVV waren die Förderung des Schul- und protestantischen Kirchenwesens. Viele Lehrer, Dorfkantore und Pastoren unterstützten aktiv den Deutschen Volksverband. Rund 90 % der deutschen Minderheit in Mittelpolen gehörten der Evangelisch-Augsburgischen Kirche an, die sich dem staatlich oktroyierten Versuch einer Auflösung widersetzte. Mit Gründung der Zweiten Republik hatte die polnische Regierung den Katholizismus zur Staatsreligion erklärt. Trotz einer dann im Jahr 1921 konstitutionell verankerten Gleichberechtigung der Religionen, wurde die katholische Kirche vom polnischen Staat weiterhin bevorzugt behandelt.
In den 1920er Jahren umfasste die Evangelisch-Augsburgische Kirche in Mittelpolen etwa 400.000 Mitglieder. Die Situation in den Gemeinden verschärfte sich von Jahr zu Jahr, unter anderem veröffentlichten polnische Zeitungen wiederholt Aufrufe zur „Übergabe der überflüssigen deutschen Kirchen“. Mit Inkrafttreten des Kirchengesetzes vom 25. November 1936 konnten die Kirchengemeinden über ihr Vermögen nur noch mit Zustimmung des Woiwoden verfügen, der zudem ab diesem Zeitpunkt bei der Berufung von Pfarrern sowie der Wahl von Senioren und Konsistorialräten ein Einspruchs- und Aberkennungsrecht besaß.
Im kulturellen Bereich war das dominierende Thema des DVV die restriktive Haltung des polnischen Staates gegenüber dem deutschen Schulsystem, was faktisch dessen Vernichtung bedeutete. Zwar sah ein Beschluss des polnischen Ministerrates vom 3. März 1919 vor, dass die deutsche Unterrichtssprache bestehen bleiben könne, „sobald dies von der Mehrheit der Eltern oder deren Vertretern der die betreffende Schule besuchenden Kinder gefordert wird“, jedoch wurden diese und die nachfolgenden Regelungen von den zuständigen polnischen Stellen in einer Weise ausgelegt, dass die Beibehaltung des deutschen Unterrichtes zumeist nicht durchsetzbar war.
Der Architekt der Minderheitenschulpolitk hieß Stanislaw Grabski. Seiner Gesetzgebung unterlag das Ziel, das polnische Schulwesen in ein Instrument zur allmählichen Assimilation der Minderheiten zu wandeln. Eine Studie des Wissenschaftlichen Dienstes des Deutschen Bundestages aus dem Jahr 2009 hielt dazu fest: „Die polnische Regierung tat alles, um polnische Lehrer an den Minderheitenschulen anzustellen und die Zahl der deutschen Schulen zu verringern.“ Dementsprechend sank die Gesamtzahl der deutschen Schulen im Gebiet des ehemaligen Kongresspolens von 560 im Jahr 1914 auf weniger als 100 im Jahr 1931.
Davon waren aber nur 50 bis 60 Schulen solche, an denen tatsächlich die deutsche Unterrichtssprache bestand. Ab dem Jahr 1932 benötigten Lehrkräfte der deutschen Schulen ein Loyalitätszeugnis der jeweiligen Starostei, das in vielen Fällen ohne Angabe von Gründen verweigert wurde. So verloren viele Schulen ihre Lehrkräfte und mussten wegen Personalmangel schließen. Im Schuljahr 1935/36 gab es in Mittelpolen nur noch elf Schulen mit deutscher Unterrichtssprache. Zwei Jahre später erhielten in ganz Polen nur noch rund 14.000 Kinder der deutschen Minderheit Unterricht in ihrer Muttersprache, und zwar maximal ein bis fünf Stunden pro Woche.
Als Senator der Republik Polen und Vorsitzender des Deutschen Volksverbands in Polen verfasste August Utta erfolglos mehrere Eingaben an den Völkerbund in Genf, „betreffend Wahrung der Rechte der deutschen Minderheit im ehemaligen Kongresspolen auf dem Gebiete des Schulwesens“, in denen er auf die Verletzung des Minderheitenschutzes in Polen hinwies. Am 13. September 1934 kündigte Polen auf der Versammlung des Völkerbunds dann offiziell den Minderheitenschutzvertrag, der ursprünglich ein Bestandteil des Pariser Friedenskonferenz 1919 war. Diesen Schritt hatte die polnische Diplomatie sehr lange geplant und sorgfältig vorbereitet.
Ursprünglich sah die Verfassung der Zweiten Republik zwei parlamentarische Kammern vor: den Sejm mit 444 Abgeordneten, der die eigentliche Macht ausüben sollte, und den Senat mit 111 Senatoren. Der Staatspräsident dagegen sollte eine eher repräsentative Funktion ohne politische Macht besitzen. Faktisch schloss schon das Wahlsystem der Märzverfassung 1921 einzelne Parteien oder Verbände der vielen ethnischen Minderheiten von einer Teilnahme an der politischen Willensbildung aus. Um ihre Wahlchancen zu erhöhen, schlossen sich deshalb Deutsche, Juden, Ukrainer und Weißruthenen zu einem „Minderheitenblock“ zusammen. Damit gewann die deutsche Minderheit in den Jahren 1922 bis 1927 im Sejm 17 Abgeordnete und im Senat fünf Senatoren beziehungsweise in den Jahren von 1928 bis 1930 im Sejm 21 Abgeordnete und fünf Senatoren. Dazu zählte August Utta, der für Mittelpolen von 1922 bis 1930 Sejmabgeordneter und von 1931 bis 1935 Senator war.
Nach Piłsudskis Maiputsch 1926 verfügte Polen über ein autoritäres Regime, das sich auf einen nationalistischen Konsens stützte. Der Staatsstreich war mit vielen Toten und einer deutlichen Schwächung der Volksvertretung verbunden. Einer Fassadendemokratie gleich, übergab Piłsudski zwar die Präsidentschaft formal an seinen Anhänger Ignacy Mościcki, behielt sich aber das „Recht“ vor, nach Belieben einzugreifen. Im Jahr 1930 nahm er die Regierung dann selbst in die Hand.
Mittels eines sogenannten Obristenkabinetts (Militärregime) regierte Piłsudski gegen den Sejm und ließ im Herbst 1930 nach Protesten und Demonstrationen tausende Oppositionelle verhaften. Die folgenden fünf Jahre waren geprägt von Änderungen der Wahlordnung, Wahlfälschungen, Entscheidungen ohne Zustimmung des Sejm, Enthüllungen über die Haftbedingungen der Oppositionellen im Konzentrationslager Bereza Kartuska, der wachsenden Zahl von Politikern, die ins Exil gehen mussten, permanenten Grenzstreitigkeiten mit fast allen Nachbarländern, und der sich ständig verschlechternden wirtschaftlichen Lage. Als Piłsudski am 12. Mai 1935 starb, hinterließ er eine in sich zerrissene Republik.
Infolgedessen verfügte die deutsche Minderheit nach den „Wahlen“ im November 1930 nur noch über fünf Abgeordnete im Sejm und über drei Senatoren, deren Amtszeit bis ins Jahr 1935 andauerte. Die deutschen Abgeordneten besaßen jedoch keine Fraktionsstärke mehr, sodass sich ihre „parlamentarische“ Mitwirkung auf Interpellation und auf persönliche Vorsprachen in Ministerien oder Behörden beschränkte. Schließlich trat im April 1935 eine neue Verfassung in Kraft. Diese übertrug dem Präsidenten die Staatsgewalt und stellte den Sejm sowie den Senat und den Ministerrat unter seine Aufsicht. Die gleichzeitige Einführung kollektiver Kandidatenlisten für jeden Wahlkreis, statt unterschiedlicher Parteilisten, minderte die Allgemeinheit der Wahlen und beseitigte das Prinzip der Verhältniswahl. Senatoren wurden zu einem Drittel nun direkt vom Präsidenten bestimmt, der Rest durch elitäre Wahlmänner.

## Gesellschaftliche Bedeutung
Ein Jahr nach seiner Gründung gehörten dem DVV rund 7000 Mitglieder an. Im Jahr 1927 waren es bereits 16.430 Mitglieder in 256 Ortsgruppen, zwei Jahre später 305 Ortsgruppen mit 21.000 Mitgliedern und im Jahr 1930 rund 24.000 Mitglieder in 305 Ortsgruppen. Ab dem Jahr 1937 verzeichnete der DVV etwa 25.000 Mitglieder. In Relation zur Gesamtheit der deutschen Minderheit weisen die Mitgliederzahlen jedoch auf einen geringen Einfluss des Deutschen Volksverbandes hin. So lebten unmittelbar vor Beginn des Zweiten Weltkriegs in Mittelpolen 350.000 Deutsche, davon 30 % in Städten. Insgesamt zählten zu dieser Zeit in ganz Polen etwa 1,1 Millionen Menschen zur deutschen Minderheit (340.000 Deutsche in Posen und Pommerellen, 370.000 in Oberschlesien, Mittelpolen 350.000, Wolhynien 47.000–60.000, Galizien 60.000 etc.). Nach dem Stand vom 1. September 1939 entsprach bei einer Gesamtbevölkerung Polens von 35 Millionen der Anteil aller in Polen lebenden Deutschen 2,9 %.
Faktisch übte der Deutsche Volksverband einen Einfluss ausschließlich auf die deutsche Landbevölkerung im Raum Lodz sowie später in Wolhynien aus. Besonders auf dem flachen Land, wo die deutschen Bauern die polnische Sprache nur mangelhaft beherrschten und eng mit der protestantischen Kirche verbunden waren, fand der DVV eine große Anhängerschaft. Die in Mittelpolen lebenden deutschen Bauern waren durch ungeklärte Eigentums- und Staatsbürgerschaftsfragen akut in ihrer wirtschaftlichen Existenz bedroht. Hauptursache dafür bildete die von Władysław Grabski initiierte Agrarreform von 1926, die es den polnischen Behörden ermöglichte, weitverbreitete Enteignungen deutscher Bauernhöfe sowie Parzellierung oder Zwangsräumung deutschen Grundbesitzes vorzunehmen, um das Land den polnischen Bauern zur Ansiedlung zur Verfügung stellen.
Die ländlich lebende deutsche Minderheit in Mittelpolen erstreckte sich über verschiedene, räumlich nicht zusammenhängende Gebiete, die große Unterschiede aufwiesen. So waren die deutschen Sprachinseln im Kalischer Land überwiegend von Kleinbauern und sogenannten Sachsengängern besiedelt, die aufgrund des kargen Bodens oft als Saisonarbeiter ins Deutsche Reich gingen. Im Lodzer Raum und in anderen fruchtbaren Gebieten, beispielsweise in der Weichselniederung (Weichseldeutsche), im Bugtal oder im Dobriner Land, lebten seit Generationen, teilweise seit über 200 Jahren, deutsche Familien auf Höfen mittlerer Größe oder als Großbauern.
In mehreren ländlichen Gemeinden gründete der Deutsche Volksverband Jugendorganisation, Sport- sowie Gesangsvereine und förderte die Kulturarbeit durch die Schaffung von Bibliotheken, Theatergruppen oder Wandervereinen. Zudem verfügte der DVV über eigene Wohlfahrtsdienste, wie die Hilfswerke „Deutsche Nothilfe“ oder „Mutter und Kind“ oder die seit dem Jahr 1924 bestehende „Deutsche Kinderhilfe“, die zur Erholung unter anderem Kinderlandverschickungen nach Deutschland und Österreich anbot. Um den Wegfall der deutschen Schulen zu ersetzen, bildete der DVV einen geheimen Schulausschuss, dem die Pastoren Gustav Schedler und Eduard Kneifel sowie August Utta und Ludwig Wolff (sen.) angehörten. Der Ausschuss verfolgte das Ziel, mit Hilfe von Wanderlehrern die deutschen Kinder in den Dörfern zu unterrichten. Die meisten dieser Wanderlehrer waren von der polnischen Regierung entlassene deutsche Lehrer. Sie wurden vielfach denunziert und nicht wenige mussten sich für ihre Tätigkeit vor Gericht verantworten.
Hingegen besaß der DVV in den großen Textilstädten Mittelpolens zeit seines Bestehens einen geringen Einfluss. Hier dominierte die im Januar 1922 in Lodz gegründete Deutsche Sozialistische Arbeitspartei Polens (DSAP). Sie war marxistisch orientiert und arbeitete eng mit der Polska Partia Socjalistyczna (PPS) zusammen. Die DSAP rekrutierte ihre Anhängerschaft in den Städten Zentralpolens und Oberschlesiens. Im Jahr 1928 hatte sie insgesamt 8406 Mitglieder nebst 13.000 dazugehörenden Gewerkschaftsmitgliedern und einer Jugendorganisation mit 1200 Mitgliedern.
Zu den Presseorganen der Deutschen Sozialistischen Arbeitspartei Polens gehörten die Volkszeitung (Auflage 8000) aus Lodz, der Volkswille (Auflage 5000) aus Kattowitz, die Volksstimme (Auflage 5000) aus Bielitz und die Volkszeitung (Auflage 2500) aus Bromberg. Die Publikationsorgane des DVV waren die Lodzer Tageszeitung Freie Presse mit einer Auflage von 4500 und die Wochenschrift Der Volksfreund mit einer Auflage von 6000 Exemplaren.
Diese Auflagezahlen aus den 1930er Jahren belegen einerseits den geringeren Einfluss des DVV beziehungsweise größeren Einfluss der DSAP auf die deutsche Minderheit insgesamt. Anderseits weisen die Zahlen deutlich darauf hin, dass beide Organisationen in Mittelpolen ihre Botschaften und Sichtweisen relativ wenigen Rezipienten übermitteln konnten, da die Brutto-Reichweite der Publikationen des DVV und der DSAP bei 350.000 in Mittelpolen lebenden Deutschen selbst zusammengenommen bis zum Ausbruch des Zweiten Weltkriegs unter 6 % lag.
Finanziert wurden die Zeitungen des DVV bis zum Jahr 1939 und die Zeitungen der DSAP bis zum Jahr 1933 über Verlagsgesellschaften der Konkordia Literarische GmbH, ein von Max Winkler geschaffenes Tarnunternehmen des deutschen Auswärtigen Amtes. Winkler stand als Wirtschaftsberater den Regierungen in der Weimarer Republik, im Dritten Reich und in der Bundesrepublik bei der Verschleierung von staatlichen Zeitungsbeteiligungen zu Diensten. Hierbei ist zu berücksichtigen, dass in der Zwischenkriegszeit grundsätzlich alle Zeitungen der deutschsprachigen Minderheiten in Ost- und Südosteuropa Unterstützung vom Auswärtigen Amt erhielten. Winkler sagte nach dem Krieg aus: „Von Riga bis Konstantinopel habe ich alles, was deutsch gedruckt war, mit der Zeit in die Hand bekommen.“ Tatsächlich hätte sich ohne die finanzielle Förderung des Auswärtigen Amtes keine einzige deutschsprachige Zeitung in Polen wirtschaftlich selbst tragen können.

## Tendenzen ab 1933
Hitlers Machtergreifung hatte ab Januar 1933 erhebliche Auswirkungen auf das Zusammenleben der verschiedenen Bevölkerungsgruppen in Polen. Jüdische Verbände riefen zu einem Boykott deutscher Waren auf, dem sich viele polnische Unternehmen und Organisationen anschlossen. Darüber hinaus kam es zu gewalttätigen Ausschreitungen gegenüber Angehörigen der deutschen Minderheit, unabhängig davon, ob diese mit dem NS-Regime in Deutschland sympathisierten oder nicht. Zu einem Bruch in der Beziehung zwischen den Lodzer Juden und Lodzer Deutschen, die bis dahin ihre politischen Interessen stets gemeinsam vertreten hatten, kam es am 9. April 1933. Von diesem Zeitpunkt an war in Mittelpolen die Zusammenarbeit zwischen deutschen und jüdischen Organisationen beendet.
Die Übergriffe fanden an diesem sogenannten Schwarzen Palmsonntag 1933 in Lodz ihren Höhepunkt. Eine aufgebrachte Menschenmenge demolierte, ohne von der Polizei daran gehindert zu werden, deutsche Schulen, Büchereien, Geschäfte und evangelische Kirchen. Zu den Hot Spots gehörten das Lodzer Deutsche Gymnasium und die Redaktionsräume sowie die Druckerei der Freien Presse, deren Einrichtungen und Maschinen zerstört wurden. Nach diesen Ereignissen führte die deutsche Minderheit in Mittelpolen ein eigenständiges Leben, isoliert in der polnischen Gesellschaft. Vor diesem Hintergrund ließ sich ein nicht geringer Teil der deutschen Minderheit in Polen von der NS-Propaganda in Deutschland beeinflussen, was seinen Ausdruck auch in der Presse sowie bei den Verbänden fand.
Selbst innerhalb der Deutschen Sozialistischen Arbeiterpartei Polens kam es nach diesen Ereignissen zu einer Spaltung und zahlreichen Übertritten von Mitgliedern zum DVV. Arthur Kronig, der seit Gründung der DSAP ihr Vorsitzender war, lehnte eine weitere Zusammenarbeit mit den polnischen sowie jüdischen Sozialisten ab und verhandelte mit August Utta über eine gemeinsame deutsche Wahlfront. Allerdings gewannen nach den Ereignissen im April 1933 innerhalb des DVV nicht linke, sondern zunehmend  rechte Gruppierungen an Einfluss.
Besonders bei jungen in Polen lebenden Deutschen wurde der Nationalsozialismus als idealistische Weltanschauung aufgefasst, obwohl sie aus der Ferne sein wahres Gesicht, seine Auswirkungen und staatlichen Eingriffe in Deutschland überhaupt nicht kannten. Dass Hitler sich in seinen ersten Reden als Reichskanzler so nachdrücklich für die Achtung ethnischer Minderheiten eingesetzt hatte, erschien vielen Auslandsdeutschen als Beginn einer neuen europäischen, allen Volksgruppen gerecht werdenden Nationalitätenpolitik. Darüber hinaus schloss Hitler mit Piłsudski am 26. Januar 1934 einen deutsch-polnischen Nichtangriffsvertrag, was alle vorhergehenden Regierungen der Weimarer Republik abgelehnt hatten. Zeitgleich kam eine Pressevereinbarung zustande, worin sich die deutsche und die polnische Regierung verpflichteten, auf feindliche Publizistik zu verzichten. Damit sorgte der Pakt für eine vorübergehende Normalisierung der Verhältnisse, auch zwischen Polen und der deutschen Minderheit in Polen.
Nach Piłsudskis Tod nahmen ab Mai 1935 jedoch die Spannungen von Jahr zu Jahr zu; sie spiegelten die Verschlechterung der Beziehungen zwischen den beiden Staaten wider. Jede Maßnahme der deutschen Behörden gegen Polen, jede Aussage der NS-Führung heizte in Polen die Stimmung gegen die „Volksdeutschen“ an. Schon im Jahr 1937 verabschiedete der Sejm ein Gesetz über die Aufstellung von Listen der im Kriegsfall in polnischen Gemeinden zu inhaftierenden Personen der deutschen Minderheit. Umgekehrt existierten ab Mai 1939 auf deutscher Seite Verhaftungslisten für Angehörige der polnischen Minderheit in Deutschland.
Der Deutsche Volksverband hatte sich nach der Machtergreifung Hitlers zunächst reserviert verhalten. Für Skepsis sorgten vor allem der sozialrevolutionäre Habitus der NSDAP sowie ihre neuheidnische Strömung, die im deutlichen Widerspruch zur christlichen Grundeinstellung des DVV stand. Jedoch verlor August Utta ab Herbst 1934 weitgehend seinen Einfluss auf den von ihm gegründeten DVV. Erst zu dieser Zeit gewann die aus Bielitz stammende Jungdeutsche Partei für Polen (JdP) auch in Mittelpolen an Bedeutung. Obwohl weite Kreise der deutschen Minderheit im Raum Lodz dieser nationalsozialistisch orientierten Partei wenig Vertrauen entgegenbrachten, konnte im September 1934 eine Lodzer Ortsgruppe der JdP gegründet werden. Unter der Führung von Ludwig Wolff unterstellten sich die überwiegend jugendlichen Mitglieder dem DVV, arbeiteten aber im Lodzer Raum selbständig. Das heißt, die Lodzer Ortsgruppe der JdP war innerhalb des Deutschen Volksverbandes eine eigenständige Partei, die darüber hinaus bei Kommunalwahlen mit eigenen Kandidatenlisten gegen den DVV antrat.

## Machtkämpfe
Der zunehmende Einfluss der Jungdeutschen führte zu Machtkämpfen und zur Spaltung des Verbandes. Die JdP intensivierte die Jugendarbeit des DVV, die Mitgliederwerbung und das Engagement in abgelegenen Gebieten. Durch die ständigen Auseinandersetzungen zwischen beiden Gruppierungen sahen sich viele Angehörige der Minderheit gezwungen, politisch Stellung zu beziehen und sich stärker als bisher zu engagieren. In vielen Familien und an Schulen kulminierten die Differenzen zu einem Streit zwischen Alt und Jung. Die Mitglieder des JdP trugen uniformähnliche Kleidung und führten immer häufiger Versammlungen, Kundgebungen oder Aufmärsche mit Fahnen des JdP oder DVV durch, adaptierten den Hitlergruß in verschiedener Form, zum Beispiel „Volk Heil!“, längere Zeit aber auch „Piłsudski Heil!“, und sprachen Freunde nunmehr als „Kameraden“ oder „Volksgenossen“ an.
Der politische Aufstieg der Jungdeutschen Partei wurde von den polnischen Behörden zwar aufmerksam beobachtet, aber alles andere als nachteilig empfunden. Von der JdP erhofften sich die Warschauer Behörden nicht zu Unrecht, dass sie die bislang bestehende politische Einheit der jeweiligen Verbände der deutschen Minderheit aufbrechen werde. Führende JdP-Politiker wurden von der polnischen Regierung sogar als Ansprechpartner akzeptiert, zumal die polnische Regierung auf internationaler Ebene mit den Nationalsozialisten kooperierte. Allerdings gelang es den Jungdeutschen nicht, die politische Führung der deutschen Minderheit an sich zu reißen. Die JdP hatte zwar zur Verbreitung des nationalsozialistischen Gedankengutes beigetragen, doch schien sie angesichts ihres provokanten Auftretens für die Mehrheit der deutschen Minderheit nicht geeignet, eine führende Rolle und Verantwortung zu übernehmen.
Bis zum Frühjahr 1938 behielten die gemäßigten Kräfte innerhalb des DVV die Oberhand. Dies kam beispielsweise bei den am 27. September 1936 durchgeführten Stadtratswahlen in Lodz klar zum Ausdruck, bei denen der JdP nur 3.200, der DVV aber 13.000 Stimmen erhielt. Etwa zur gleichen Zeit versuchte die JdP Aktivitäten auch in Galizien und Wolhynien aufzunehmen. Obwohl in beiden Siedlungsgebieten noch keine andere politische Organisation existierte, konnte die JdP wegen der ablehnenden Haltung der dort tonangebenden evangelischen Kirchen nur in sehr wenigen ländlichen deutschen Siedlungen Fuß fassen.
Dennoch führte auch in Galizien und Wolhynien das staatliche Verlangen, Gottesdienste nur noch in polnischer Sprache zu halten, zu erheblichen Spannungen. Der Konflikt verschärfte sich bis September 1939 in einem Maße, dass die evangelisch-augsburgische Kirche in Polen kurz vor dem Zerfall stand. Dazu flammten ab Sommer 1937 erneut Aktionen gegen Betriebe und Geschäfte der deutschen Minderheit auf. Beispielsweise beschloss der polnische Gastwirtverband in Posen, keine Getränke volksdeutscher Brauereien mehr zu beziehen. Im Weichselgebiet wurde mittels Flugblättern zum Boykott deutscher Geschäfte aufgerufen, auf denen stand: „Die Deutschen wollen absichtlich nicht polnisch sprechen. Denke daran, dass derjenige, der auf polnischer Erde nicht polnisch sprechen will, nicht wert ist, polnisches Brot zu essen. Wer nicht in polnischen Läden und keine polnischen Erzeugnisse kauft, ist ein Verräter.“

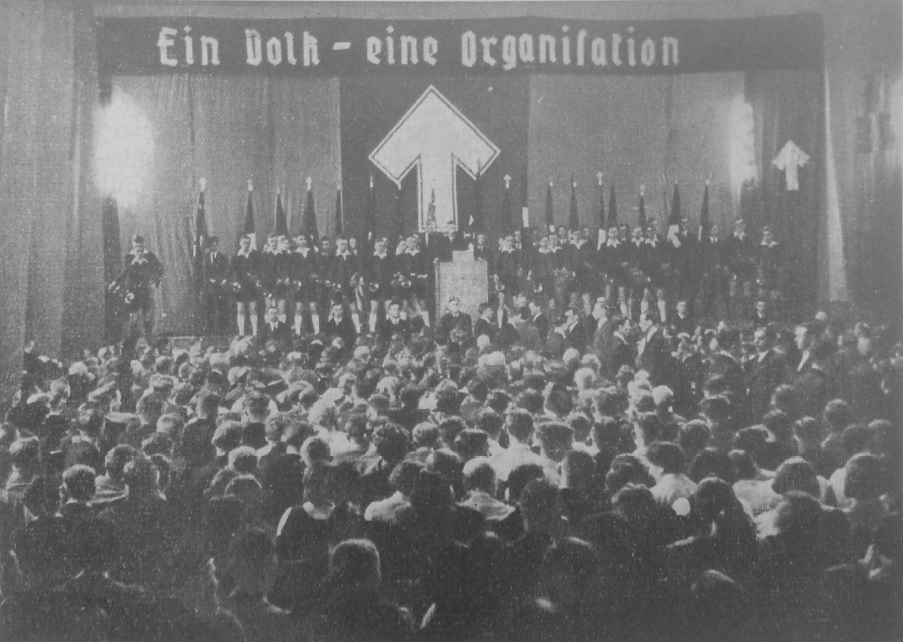
Gemeinsame Kundgebung der JdP und DVV in Lodz am 18. Mai 1938

Ende November 1937 gründete die Auslandsorganisation der NSDAP (AO) ohne Mitwirkung des DVV in Lodz eine Ortsgruppe, wo aber fast niemand der deutschen Minderheit in Mittelpolen Mitglied wurde, allein schon deshalb nicht, weil der AO nur Reichsdeutsche, also Inhaber der Staatsangehörigkeit des Deutschen Reiches, beitreten konnten. Gleichfalls versuchte die Volksdeutsche Mittelstelle (VoMi), eine NS-Behörde aus dem Deutschen Reich, zunehmend die Verbandsarbeit der deutschen Minderheit zu koordinieren. Die VoMi unterstützte aktiv Ludwig Wolff, wodurch August Utta endgültig die Führung des Deutschen Volksverbands an seinen Widersacher verlor. Letztlich trat der gesundheitlich schon angeschlagene Utta am 18. Mai 1938 zurück und der Vorstand des DVV wählte Wolff zum neuen Vorsitzenden.
Die neue Leitung des Deutschen Volksverbandes mit Zentrum in Lodz unter Ludwig Wolff wie auch die Leitung der Deutschen Vereinigung in Posen und Pommerellen unter Hans Kohnert orientierten sich auf Hitler-Deutschland. Parallel mit dem Rücktritt von August Utta unternahm die Volksdeutsche Mittelstelle im Auftrag von Adolf Hitler konkrete Schritte, die untereinander zerstrittenen Parteien und Verbände der deutschen Minderheit zu vereinen. Angestrebt war die Gründung eines „Bundes der Deutschen in Polen“, wozu die führenden Minderheitenfunktionäre am 28. Mai 1938 nach Berlin eingeladen wurden. Die Minderheitenführer widersetzten sich jedoch dieser organisatorischen Gleichschaltung und lehnten die Gründung ab. Selbst Ludwig Wolff, der von der VoMi schon als Kandidat für den Vorsitz des „Bundes der Deutschen in Polen“ vorgesehen war, äußerte Vorbehalte gegen den Einigungsvorschlag. Theodor Bierschenk, ein Mitglied der JdP und späterer Vertriebenenfunktionär, hielt dazu fest: „Nicht einmal die Führungen der sich zum Nationalsozialismus als Weltanschauung bekennenden Parteien folgten dem Taktstock von Berlin.“
Tatsächlich ist der Widerstand der Verbände gegen diese Vereinigung signifikant und belegt, dass die NS-Führung in Berlin nur bedingt über einen Einfluss auf die deutsche Minderheit in Polen verfügte. Das Auswärtige Amt musste feststellen: „Alle Versuche, einer Einigung der streitenden Parteien herbeizuführen, blieben ergebnislos.“ Es kam also nicht zur Gründung des Bundes der Deutschen in Polen und auch nicht zu einer Gleichschaltung, was angesichts der sich ab Herbst 1938 verschärfenden deutsch-polnischen Beziehungen auf höchster Ebene auch nicht mehr nötig war; denn die instrumentale Rolle der deutschen Minderheit in Polen war in Berlin gegenüber Warschau in den Hintergrund getreten, und der Kampf der „Jungen“ gegen die „Alten“ hatte seine politisch-ideologische Rolle erfüllt.

## Auflösung
Im Sommer 1939 nahmen die Spannungen zwischen dem Deutschen Reich und Polen noch weiter zu. Bereits ab Ende Mai 1939 erfolgten in den Ortsgruppen des DVV zahlreiche Verhaftungen von Verbandsführern, Pastoren, Lehrern und Redakteuren. Den Verhafteten wurde Hochverrat vorgeworfen und als Begründung Kontakte ins Deutsche Reich angeführt. Parallel trat ein Versammlungsverbot in Kraft, wodurch sämtliches Verbandsleben ruhte. Nach Abschluss des Hitler-Stalin-Pakts internierten die polnischen Behörden alle führenden Vertreter der deutschen Minderheit und erklärten alle deutschen Vereinigungen für aufgelöst.

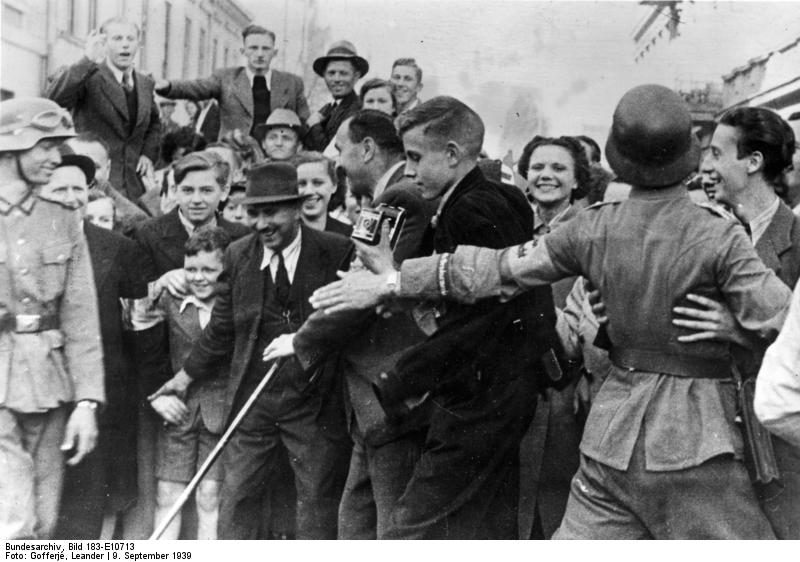
Angehörige der deutschen Minderheit begrüßen die in Lodz einmarschierenden deutschen Truppen, 9. September 1939

Die Generalmobilmachung Polens erfolgte am 29. August 1939. Einberufen wurden auch Polendeutsche, welche die polnische Staatsangehörigkeit angenommen hatten. Am 1. September 1939 begann der deutsche Überfall auf Polen. In den ersten Kriegstagen erfolgte, entsprechend der vorbereiteten Listen, die Verhaftung und Deportation vieler Angehöriger der deutschen Minderheit nach Bereza Kartuska. Aufgrund des raschen Vorrücken der Wehrmacht entwickelte sich für die im polnischen Heer dienenden Polendeutschen eine höchst bedrohliche Situation. Deutsche Truppen betrachteten sie als Feinde und von ihren eigenen polnischen Kameraden und Offizieren wurden sie häufig der Spionage verdächtigt und erschossen.
Am 17. September 1939 folgte der sowjetische Angriff auf Ostpolen. Einen Tag später floh die polnische Regierung mit einer großen Anzahl von Soldaten und Zivilisten nach Rumänien. Aus deutscher und sowjetischer Sicht hatte damit der „polnische Staat und die polnische Regierung aufgehört zu existieren“. Bereits am 22. September 1939 nahmen General Guderian und Brigadekommandeur Kriwoschein die erste gemeinsame deutsch-sowjetische Siegesparade in Polen ab und tauschten feierlich Hakenkreuz- gegen Rote Fahne. Am 6. Oktober 1939 kapitulierten die letzten Feldtruppen der polnischen Armee.
Hitler hatte zu Beginn des Krieges noch kein schlüssiges Konzept für Polen. Sicher war nur, dass das Territorium der ehemaligen preußischen Provinzen wieder dem Deutschen Reich angegliedert werden sollten. Die Möglichkeit eines Weiterbestehen eines polnischen Reststaates als Weichselland, wie im Russischen Reich, schloss er nicht aus, da er einen solchen als Verhandlungsobjekt bei einem Friedensschluss mit den Westmächten ansah. Nach der vollständigen Besetzung Polens erfolgte am 26. Oktober 1939 die Wiedereingliederung der ehemaligen preußischen Provinz Posen in das Deutsche Reich. Das Gebiet erhielt kurze Zeit später die Bezeichnung Reichsgau Wartheland, in welches am 9. November 1939 das gesamte Lodzer Industriegebiet integriert wurde, obwohl dieses bis dahin niemals zu Deutschland, sondern immer nur zu Russland oder Polen gehört hatte.
Am 25. November 1939 erhielten grundsätzlich alle sogenannten Volksdeutschen in den eingegliederten Gebieten automatisch die deutsche Staatsangehörigkeit verliehen. Damit erfolgte auch die formelle Auflösung des Deutschen Volkverbandes in Polen, der faktisch seine Tätigkeit schon vor dem 1. September 1939 eingestellt hatte.

## Mythos „Fünfte Kolonne“

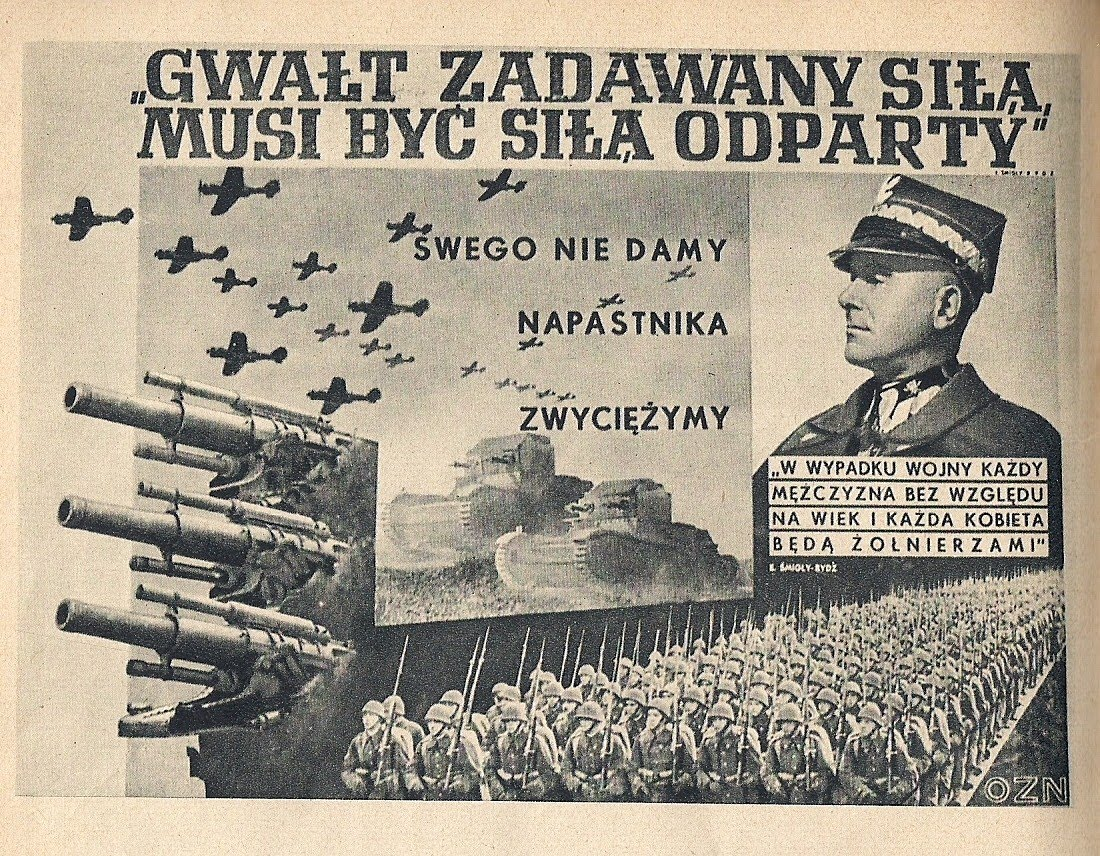
Propagandaplakat 1939, Parolen E. Rydz-Śmigły (Auszüge): „Wir werden siegen.“, „Im Krieg wird jeder Mann und jede Frau Soldat sein.“

Kurz nach der Beendigung des Überfalls auf Polen publizierte die polnische Exilregierung in London rund 500 Berichte über Sabotageakte der deutschen Minderheit in Polen, was zum Entstehen des Mythos der Polendeutschen als Hitlers „fünfter Kolonne“ führen sollte. Seitdem gibt es viele Kontroversen und Publikationen über den Einsatz deutscher Diversanten, vorwiegend in Polen und im englischen Sprachraum.
Nicht selten wird mit angeblichen oder tatsächlichen Sabotageakten der Deutsche Volksverband in Polen in Verbindung gebracht. Beweise dafür existieren nicht. Vielmehr sind bei den meisten Arbeiten dieser Autoren hinsichtlich der Mehrdeutigkeit des Begriffs Volksverband  mangelnde Kenntnisse der deutschen Sprache erkennbar. Ebenso wird aufgrund der Namensgleichheit die Vorgängervereinigung des DVV, der von 1921 bis 1924 bestehende Bund der Deutschen Polens, nicht selten mit dem von der Volksdeutschen Mittelstelle im Jahr 1938 angestrebten, aber nicht zustande gekommenen Bundes der Deutschen in Polen verwechselt. Des Weiteren muss bei der vermeintlichen Mitwirkung der Verbände an Sabotageakten berücksichtigt werden, dass ab Mitte August 1939 alle führenden Vertreter der deutschen Minderheit in polnischen Gefängnissen interniert waren. Damit fehlte für koordinierte Aktionen überall die Führung. Die Verbandsfunktionäre, Pastoren, Lehrer und Redakteure aus Lodz und Umgebung waren in Bereza Kartuska inhaftiert und kamen erst am 25. September 1939 zurück. Auch Ludwig Wolff wurde am 28. August 1939 festgenommen; er kehrte erst am 5. Oktober 1939 in das bereits seit dem 9. September 1939 besetzte Lodz zurück.
Dennoch steht außer Frage, dass viele Angehörige der deutschen Minderheit den Einmarsch der Wehrmacht begrüßten und als Befreiung betrachteten. Zweifelsfrei ließen sich auch einige von der deutschen Abwehr oder vom SD anwerben. Der polnische Historiker Tomasz Chincinski kam im Jahr 2009 nach umfangreicher Forschung zu dem Ergebnis, dass die Diversionsaktivitäten der deutschen Geheimdienste sicherlich einen Einfluss auf das Schüren von Panik und Kriegspsychosen hatten. Konkret seien vom SD 180 Anschläge geplant gewesen, wovon jedoch nur zehn tatsächlich zur Ausführung kamen. Letztlich stellten die Berichte der polnischen Exilregierung über Sabotageakte die deutsche Minderheit in ihrer Gesamtheit unter Generalverdacht und dienten dazu, von den wahren Gründen der militärischen Niederlage abzulenken.
So glaubte im Sommer 1939 ein Großteil der polnischen Bevölkerung den Versicherungen ihrer Regierung, die eigene Armee sei, wie es auf den Propagandaplakaten hieß, „stark, geschlossen und bereit“, der potenzielle Gegner Deutschland hingegen schwach und unvorbereitet. Die Wirklichkeit sah anders aus: Es war die polnische Armee, die sich als schwach herausstellte, die Entscheidungen der Befehlshaber waren chaotisch, die Militärtechnik veraltet, und Regierung wie Präsident verließen das Land bereits, als die Kämpfe noch andauerten. Angesichts dessen nimmt es nicht Wunder, dass die Niederlage mit Gefühlen der Enttäuschung, der Verbitterung, der Suche nach Schuldigen, ja zuweilen sogar der Wut gegenüber den politischen Eliten einherging.
Dazu hielt die polnische Untergrundzeitung Biuletyn Informacyjny bereits am ersten Jahrestag des Kriegsbeginns fest: „Die Schuld für unsere Niederlage im September liegt zu einem gewissen Teil bei der politischen und militärischen Führung. Das militärische Debakel hat aufgezeigt, wie degeneriert ein Teil der nationalen Führungsschicht war, welcher Kleinmut in der Verwaltung herrschte, wie orientierungslos das Regime und wie inkompetent die militärische Führung war.“